# Asma (Carballedo)
Asma (llamada oficialmente Santa Cristina de Asma) es una parroquia española del municipio de Carballedo, en la provincia de Lugo, Galicia.

## Organización territorial
La parroquia está formada por seis entidades de población:
- Anllo
- Cas de Pedro
- Esmolfe
- Fente
- Revelle
- Santa Cristina

## Demografía
| Gráfica de evolución demográfica de Asma entre 2000 y 2019 |
|                                                            |
| Datos según el nomenclátor publicado por el INE.           |